# Gerenciamento de programas de projetos
Um programa é definido pelo PMBOK como um grupo de projetos relacionados gerenciados de modo coordenado para a obtenção de benefícios estratégicos e controle que não estariam disponíveis se eles fossem gerenciados individualmente. Os programas podem conter elementos de trabalho relacionado fora do escopo de projetos distintos no programa. Um projeto pode ou não fazer parte de um programa, mas um programa sempre terá projetos.
Os projetos dentro de um programa são relacionados através do resultado comum ou da capacidade coletiva. Se a relação entre projetos for somente a de um cliente, vendedor, tecnologia ou recurso compartilhado, o esforço deve ser gerenciado como um portfólio de projetos e não como um programa.
O gerenciamento de programas se concentra nas interdependências do projeto e auxilia a determinar a melhor abordagem para gerenciá-los. As ações relacionadas a essas interdependências podem incluir:
- Solução de restrições e/ou conflitos de recursos que possam afetar múltiplos projetos no sistema;
- Alinhamento da orientação estratégica/organizacional que afeta as metas e objetivos do projeto e do programa e
- Solução de problemas e gerenciamento de mudanças em uma estrutura de governança compartilhada.

## Gerenciamento de Programas no Planejamento Organizacional
O contexto elementar do gerenciamento de programas dentro de uma organização é o planejamento e execução de planos organizacionais e o sucesso obtido por uma organização através do uso desse gerenciamento é determinado pela maturidade de suas políticas, controle e governança que definem, comunicam e alinham os objetivos organizacionais.
Programas geram benefícios e capacidades que a organização pode usar para sustentar, ampliar e alcançar os objetivos organizacionais.
Durante o seu ciclo de vida, um programa abrange uma grande quantidade de áreas, porém existem três temas amplos de gerenciamento de programas que são essenciais para o seu sucesso:

### Gerenciamento de Benefícios
Trata-se da definição e formalização dos benefícios esperados de um programa, inclui benefícios tangíveis e intangíveis, bem como o planejamento, modelagem e rastreamento de resultados intermediários e finais durante o ciclo de vida do programa. O gerenciamento de benefícios se inicia logo no começo do ciclo de vida do programa, a partir da elaboração de um Plano de Realização de Benefícios.

### Gerenciamento dasPartes Interessadasdo Programa
De acordo com o PMI, as partes interessadas em um gerenciamento de programa são indivíduos e organizações cujo interesse pode ser afetado pelos resultados do programa de forma positiva ou negativa. As partes interessadas de um programa geralmente incluem um grupo mais abrangente do que as partes interessadas em um projeto, e devem ser gerenciadas com base em um plano de gerenciamento das partes interessadas, complementado por um plano de comunicação.
Por estarem gerenciando agentes de transformação organizacional, os gerentes de programas devem interagir diretamente com as partes interessadas nos processos dessa transformação organizacional.

### Governança do Programa
Trata-se do processo de desenvolver, comunicar, implementar, monitorar e assegurar as políticas, procedimentos, estruturas organizacionais e práticas associadas a um programa.
O resultado esperado é um framework para tomada de decisão de forma eficaz e gerenciamento de resultados com foco nos objetivos do programa.
É importante que a equipe de gerenciamento da governança do programa garanta que esta se sustente alinhada com a governança geral da organização.

### Ciclo de Vida do Programa
Assim como ocorre com projetos, programas devem ser divididos em fases ou estágios para serem melhores gerenciados, o ciclo de vida de um programa atende o gerenciamento de resultados e benefícios, em contraste com o ciclo de vida de um projeto que atende o gerenciamento de entregas.
Dentro do ciclo de vida típico de um programa, os benefícios são gerados a partir da fase de Entrega de Benefícios Incrementais, que também é a fase que consome maior quantidade de recursos do programa.
O ciclo de vida de um programa se divido em 5 fases:
1. Set-up Pré-Programa: O objetivo fundamental dessa fase é instituir uma fundação firme de suporte e aprovação para o programa.
2. Set-up do Programa: Nesta fase é dada seqüência ao processo de desenvolvimento das fundações do programa a partir da geração de um “roadmap” detalhado que irá direcionar o gerenciamento do programa e definir as suas entregas.
3. Estabelecimento do Programa e Infra-estrutura Técnica: Nesta fase é determinada a infra-estrutura que irá apoiar o programa e projetos associados
4. Entrega de Benefícios Incrementais: Fase que absorver a maior parte do trabalho a ser realizado no programa. Uma atividade importante a ser desempenhada nessa fase é procurar garantir que atividades comuns e dependências entre projetos e outros programas no portfólio são coordenadas.
5. Encerramento do Programa: O objetivo dessa fase é promover o encerramento controlado do programa. Devem ser desenvolvidas atividades que levem ao fechamento do programa, com liberação dos recursos e estrutura utilizados, assim como a transição de resultados do programa para outros grupos da organização.

## Gerenciamento de Portfólio de Projetos
Para Dye & Pennypacker (1999), “Gerenciamento de Portfólio de Projetos é a arte e a ciência de aplicar um conjunto de conhecimento, habilidades, ferramentas e técnicas sobre uma coleção de projetos com o objetivo de atingir ou exceder as necessidades e expectativas de uma estratégia de uma organização”.
De acordo com o PMI (2007) um portfólio é “uma coleção de projetos ou programas e outros trabalhos que são agrupados para facilitar o gerenciamento eficaz do trabalho para atender os objetivos estratégicos. Os projetos ou programas do portfólio podem ser interdependentes ou diretamente relacionados.
O gerenciamento de portfólios se refere ao gerenciamento centralizado de um ou mais portfólios, que inclui identificação, priorização, autorização, gerenciamento e controle de projetos, programas e outros trabalhos relacionados, para atingir objetivos de negócios estratégicos específicos.
O gerenciamento de portfólios se concentra em garantir que os projetos e programas sejam analisados a fim de priorizar a alocação de recursos, e que o gerenciamento do portfólio seja consistente e esteja alinhado às estratégias organizacionais.

### Ferramentas para gerenciamento de portfólio
É possível encontrar no mercado um variado conjunto de ferramentas (software) que suprem a maioria das funcionalidades que um gestor possa querer para facilitar o gerenciamento de portfólio de projetos. O mercado dessas ferramentas originou-se de uma junção de três nichos:
1. Ferramentas de gerenciamento de projetos individuais;
2. Ferramentas destinadas ao gerenciamento de grandes empreendimentos corporativos e
3. Ferramentas de automação de serviços para organizações prestadoras de serviços.

### Gerenciamento de Portfólio: os fatores estratégicos
A descrição dos nichos de origem das ferramentas de gerenciamento de portfólio acima pode levar a se pensar que o gerenciamento de portfólio é um simples exercício analítico fundamentado em matemática e métodos de gestão um pouco mais sofisticados do que o que normalmente se utiliza nas empresas. Embora extremamente úteis e um poderoso auxílio, a verdade é que a gestão de portfólio é, além de um processo técnico, uma atividade que envolve fatores estratégicos, sociais e políticos.
Há que se considerar que no contexto de gerenciamento de portfólio, o vínculo dos projetos com a estratégia da empresa pode ser realizado por meio de duas abordagens. A primeira é top-down, utilizando a visão, metas e planos estratégicos da organização para um plano de ataque com definição de prioridades de alocação de recursos para programas e projetos. A outra é bottom-up: indutivo e distribuído na organização por meio da proposição individual de projetos: indicadores de alinhamento na avaliação individual dos projetos.
É importante ressaltar que as duas abordagens são complementares, uma compensa as limitações da outra e que uma boa gestão de portfólio precisa ser capaz de contemplar ambas situações.